# John Wikström
John Wikström (* 21. Mai 1903; † 5. Februar 1991) war ein schwedischer Skilangläufer.
Wikström, der für den Luleå Sk, If Thor und den Sk Fyrishof startete, errang im Jahr 1926 den vierten Platz beim Wasalauf und wurde schwedischer Meister über 30 km. Im folgenden Jahr lief er beim Wasalauf auf den zweiten Platz. Diese Platzierung wieder holte er im Jahr 1933. Im Jahr 1935 wurde er Vierter beim Wasalauf. Seinen größten internationalen Erfolg hatte er bei den Nordischen Skiweltmeisterschaften 1927 in Cortina d’Ampezzo. Dort holte er die Silbermedaille über 50 km. Zudem errang er dort den vierten Platz über 18 km. Sieben Jahre später belegte er bei den Skiweltmeisterschaften in Sollefteå den fünften Platz über 50 km.